# ミーコラス・ジーギマンタイティス
ミーコラス・ジーギマンタイティスまたはミハウ・ボレスワフ・ジグムントヴィチ（リトアニア語：Mykolas Žygimantaitis；ポーランド語：Michał Bolesław Zygmuntowicz、1406年以前 - 1452年）は、リトアニアのケーストゥティス大公の最後の男系子孫。リトアニア大公ジーギマンタス・ケーストゥタイティスの息子。

## 生涯
ミーコラスは父ジーギマンタスとシュヴィトリガイラとの権力争いが起きると父を支援し、1435年のパバイスカスの戦いでは父の軍勢を率いて敵軍に勝利している。1440年に父が暗殺された後、ミーコラスはカジミェラス・ヨガイライティス（後のポーランド王カジミェシュ4世）とリトアニア大公位をめぐって争うことになった。当初、ミーコラスはジェマイティヤ地方の支持を受けていたが、カジミェラスとその支持者はジェマイティヤに半独立的な地位を与えることを約束し、ミーコラス支持を取り下げさせて内戦を回避した。また1447年まで、ミーコラスはマゾフシェ諸公の支持を受けていた。1448年、ミーコラスはクリミア・ハン国の支持を得ることに成功した。クリミア・タタール人たちの支援を受けて、彼はキエフ、スタロドゥーブ、ノヴホロド＝シーヴェルスキーの支配権を手に入れようと奔走した。しかし、まもなくミーコラスは捕えられてモスクワ大公国に移送され、同国の首都モスクワではっきりしない状況下で死んだ（おそらく死因は毒殺だった）。ミーコラスの遺骸はリトアニア王族の一員としてヴィリニュス大聖堂に埋葬された。
ミーコラスは1427年、マゾフシェ公家のプウォツク公シェモヴィト4世の娘アンナと結婚したが1435年に死別した。同年、彼はシェモヴィト4世の兄のワルシャワ公ヤヌシュ1世の孫娘で、従姪にあたるエウフェミアと再婚した。しかしエウフェミアも結婚の翌年には死んでしまい、ミーコラスは1440年に最初の妻アンナの妹カタジナを3人目の妻に迎えた。ミーコラスはいずれの結婚生活でも子供を遺さなかった。